# بحوث المنظمات غير الربحية
يُستخدم مصطلح بحوث المنظمات غير الربحية لوصف المؤسسة الأكاديمية المكرسة للتدريس والبحوث المتعلقة بالمنظمات غير الربحية والمنظمات غير الحكومية والجمعيات التطوعية والأعمال التطوعية والأعمال الخيرية والمجتمع المدني والأنشطة ذات الصلة. وهو مجال متعدد التخصصات يتمتع بحرية النطاق وموجه حسب الممارسة.
تاريخ
وتعود أصول هذا المجال إلى أربعينيات القرن الماضي، عندما بدأ إف إيمرسون أندروز، موظف في مؤسسة راسل سيج فاونديشن، بإجراء سلسلة من الدراسات حول المؤسسات والعمل الخيري. وعلى الصعيد المؤسسي، كان لدى سيج اهتمام طويل الأجل بالعمل الخيري كجزء من مشكلة سياسة الرعاية الاجتماعية الأوسع نطاقًا. في أربعينيات وخمسينيات القرن الماضي، قدم أندروز ورفقاؤه سلسلة من الأعمال الرائدة حول العطاء الخيري (1950) والعطاء المؤسسي (1952) والمواقف تجاه العطاء (1953) والمؤسسات الخيرية (1956) والسياسات الحكومية تجاه العمل الخيري (1968). كما حرر أندروز أول دليل للمؤسسات (1967) وكان رئيس التحرير المؤسس لـ Foundation News وكان أول مخرج لـ Foundation Center (الذي كان يُعرف سابقًا باسم "Foundation Library Center").
وبعد سلسلة من تحقيقات الكونغرس بشأن المؤسسات و"الكيانات الأخرى المعفاة من الضرائب"، أقنع أندروز مؤسسة سيج فاونديشن لرعاية مؤتمر لتشجيع كبار العلماء لدراسة العمل الخيري. وأصبح المؤتمر، الذي عُقد في برينستون، نيو جيرسي عام 1956، الأساس لأعمال التمويل من قِبل عدد من المؤرخين ذوي النفوذ، أبرزهم ميرل كورتي الذي يعمل بجامعة ويسكونسن ماديسون. وكان كورتي، الذي يُعتبر أحد قادة المجال الجديد متعدد التخصصات، الدراسات الأمريكية، يتمتع بمكانة جيدة للتعرف على المرشحين المحتملين لدعم دراسات العمل الخيري. وقدم كورتي وطلابه عددًا من الدراسات الرائدة، بما في ذلك كتب عن العمل الخيري الدولي (1963) والعمل الخيري والتعليم العالي (1965) وتاريخ قانون المؤسسات الخيرية (1961).
وساعد الانتشار الهائل للمؤسسات الخيرية والكيانات الأخرى المعفاة من الضرائب في العقود التي تلت الحرب العالمية الثانية على تأجيج مخاوف الكونغرس بشأن سلطتها وثروتها وتأثيرها على السياسة الضريبية الوطنية. ومثلت مخاوف الكونغرس ضغطًا على وزارة الخزانة ودائرة الإيرادات الداخلية لمراجعة سياساتهما بشأن هذه المؤسسات. وبلغت هذه المخاوف ذروتها في المناقشات التي دارت بشأن الإصلاح الضريبي عام 1969.
وفي إطار مواجهة الانتهاكات الفظيعة، أثبت قادة العمل الخيري الخاضع للتنظيم عدم فاعليتهم بشكل فاضح في الدفاع عن أنفسهم. وعلى وجه الخصوص، فقد تبين أنهم غير قادرين تمامًا على فهم المدى الذي بلغه الإطار السياسي بلغة القانون والاقتصاد. وفي أعقاب الأحكام الصارمة التي نص عليها قانون الإصلاح الضريبي لعام 1969، شرعت مجموعة كبيرة من قادة العمل الخيري في بذل الجهود لإعداد مجموعة من الأبحاث الأكاديمية التي يمكن للصناعات المعفاة من الضرائب من خلالها الدفاع على نحو أكثر فاعلية عن نفسها ضد فورة الحماس التنظيمي.
وأخذت ثلاث مجموعات زمام المبادرة في السعي لتطوير البحوث الجادة بشأن العمل الخيري والمنظمات التطوعية والكيانات والأنشطة ذات الصلة. المجموعة الأولى هي مجموعة 501(ج)3 وكانت عبارة عن شبكة فضفاضة من أعضاء نقابة المحامين المعفاة من الضرائب والمسؤولين الحكوميين والمديرين التنفيذيين للمؤسسات الخيرية الذين تناقلوا فيما بينهم بانتظام معلومات بشأن السياسة والتشريع المتعلق بالمنظمات غير الربحية. والمجموعة الثانية كانت مجموعة من الاستشاريين والخبراء المرتبطين بجون دي روكفيللر الثالث، شقيق روكفيللر الذي اعتنق العمل الخيري ومستقبله ليكون هو شغله الشاغل. والمجموعة الثالثة كانت جمعية من العلماء والممارسين، والتي كانت تحمل اسم رابطة علماء العمل التطوعي، والتي كانت تخضع للتنظيم من قِبل ديفيد هورتون سميث والتي تطورت فيما بعد إلى جمعية بحوث المنظمات غير الربحية والعمل التطوعي (ARNOVA).

## وصلات خارجية
- Joseph and Matthew Payton Philanthropic Studies Library نسخة محفوظة 8 يوليو 2010 على موقع واي باك مشين.
- Philanthropy Archives at IUPUI University Library
- Philanthropy Resources Online (PRO)
- arnova.org Association for Research on Nonprofit Organizations and Voluntary Action
- russellsage.org Russell Sage Foundation